# Artigat
Artigat est une commune française, située dans le département de l'Ariège en région Occitanie.
Située dans le nord du département, la commune fait partie, sur le plan historique et culturel, du Podaguès, ancienne appellation remplacée au XXIe siècle par la dénomination géographique de Terrefort ariégeois, constitué des terreforts de Pamiers et de Saverdun, sur la rive gauche de l'Ariège. Exposée à un climat océanique altéré, elle est drainée par la Lèze, le ruisseau de Laurens et par divers autres petits cours d'eau.
Artigat est une commune rurale qui compte 555 habitants en 2022, après avoir connu un pic de population de 1 300 habitants en 1861. Ses habitants sont appelés les Artigatois ou Artigatoises.

## Géographie

### Localisation
- 1Carte dynamique
- 2Carte OpenStreetMap
- 3Carte topographique
- 4Carte avec les communes environnantes

La commune d'Artigat se trouve dans le département de l'Ariège, en région Occitanie.
Elle se situe à 23 km à vol d'oiseau de Foix, préfecture du département, à 29 km de Saint-Girons, sous-préfecture, et à 17 km de Lézat-sur-Lèze, bureau centralisateur du canton d'Arize-Lèze dont dépend la commune depuis 2015 pour les élections départementales.
La commune fait en outre partie du bassin de vie de Lézat-sur-Lèze.
Les communes les plus proches sont : Lanoux (2,2 km), Castéras (3,3 km), Pailhès (3,7 km), Carla-Bayle (4,1 km), Monesple (4,4 km), Le Fossat (5,0 km), Saint-Michel (5,1 km), Sabarat (5,8 km).
Sur le plan historique et culturel, Artigat fait partie du Pédaguès, ou Podaguès, ancienne appellation remplacée au XXIe siècle par la dénomination géographique de Terrefort ariégeois, constitué des terreforts de Pamiers et de Saverdun, sur la rive gauche de l'Ariège.
Artigat est limitrophe de neuf autres communes.
Les communes limitrophes sont  Carla-Bayle, Castéras, Durfort, Lanoux, Le Fossat, Madière, Pailhès, Saint-Martin-d'Oydes et Saint-Michel.
| Le Fossat        | Durfort | Saint-Martin-d'Oydes |
| Carla-Bayle      | Artigat | Saint-Michel         |
| Castéras, Lanoux | Pailhès | Madière              |

### Géologie et relief
La commune est située dans le Bassin aquitain, le deuxième plus grand bassin sédimentaire de la France après le Bassin parisien, certaines parties étant recouvertes par des formations superficielles. Les terrains affleurants sur le territoire communal sont constitués de roches sédimentaires datant du Cénozoïque, l'ère géologique la plus récente sur l'échelle des temps géologiques, débutant il y a 66 millions d'années. La structure détaillée des couches affleurantes est décrite dans les feuilles « n°1056 - Le Mas d'Azil » et « n°1057 - Pamiers » de la carte géologique harmonisée au 1/50 000e du département de l'Ariège, et leurs notices associées,.
La superficie cadastrale de la commune publiée par l’Insee, qui sert de références dans toutes les statistiques, est de 23,90 km2,. La superficie géographique, issue de la BD Topo, composante du Référentiel à grande échelle produit par l'IGN, est quant à elle de 24,12 km2. L'altitude du territoire varie entre 242 m et 434 m.

### Hydrographie

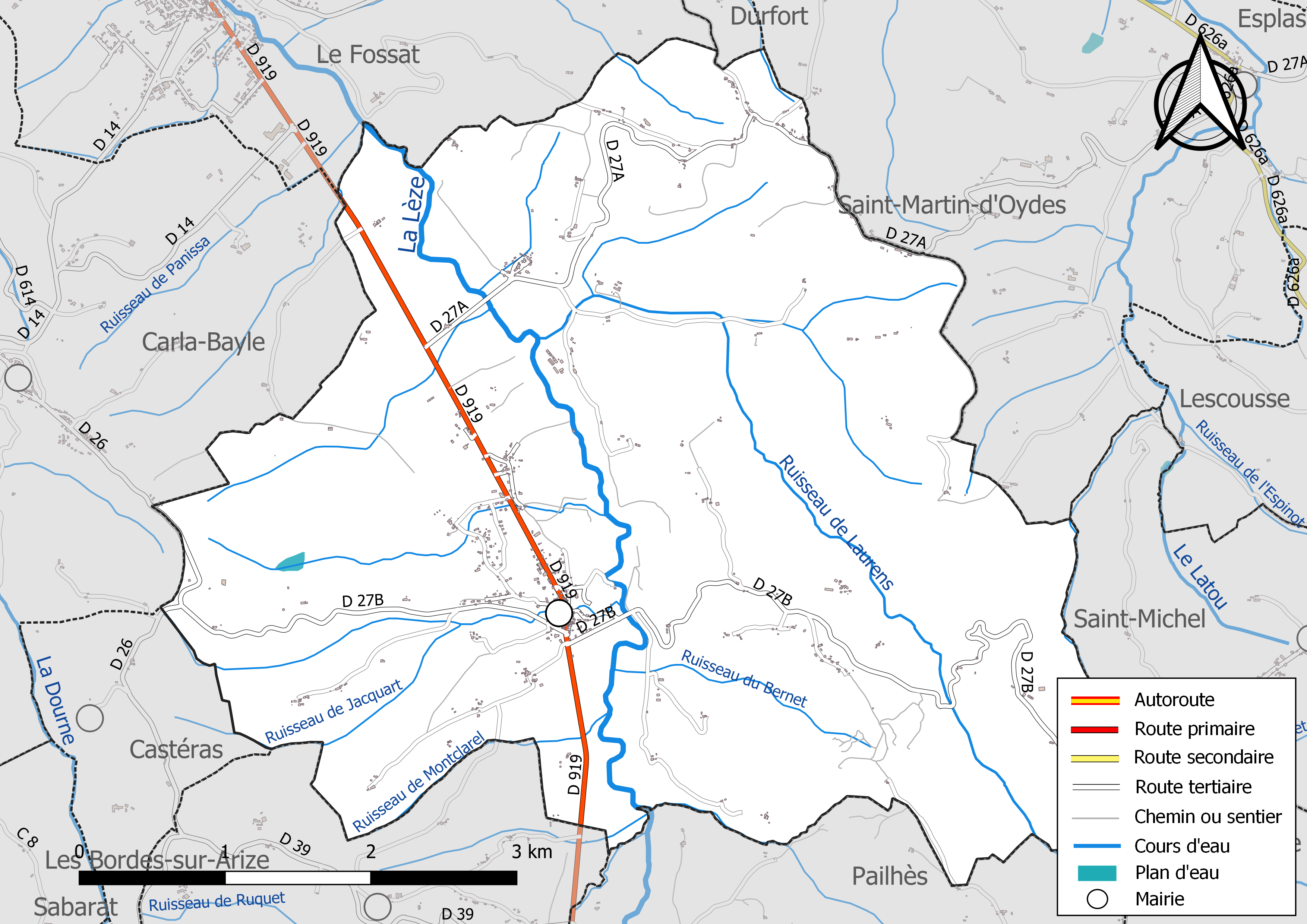
Réseaux hydrographique et routier d'Artigat.

La commune est dans le bassin versant de la Garonne, au sein du bassin hydrographique Adour-Garonne. Elle est drainée par la Lèze, le ruisseau de Laurens, le ruisseau de Jacquart, le ruisseau de la Clède, le ruisseau de Montclarel, le ruisseau du Bernet et par divers petits cours d'eau, constituant un réseau hydrographique de 36 km de longueur totale,.
La Lèze, d'une longueur totale de 70,2 km, prend sa source dans la commune de La Bastide-de-Sérou et s'écoule du sud vers le nord. Elle traverse la commune et se jette dans l'Ariège à Labarthe-sur-Lèze, après avoir traversé 20 communes.

### Climat
Pour des articles plus généraux, voir Climat de l'Occitanie et Climat de l'Ariège.
En 2010, le climat de la commune est de type climat du Bassin du Sud-Ouest, selon une étude s'appuyant sur une série de données couvrant la période 1971-2000. En 2020, Météo-France publie une typologie des climats de la France métropolitaine dans laquelle la commune est exposée à un climat de montagne et est dans la région climatique Pyrénées centrales, caractérisée par une pluviométrie annuelle de 1 000 à 1 200 mm.
Pour la période 1971-2000, la température annuelle moyenne est de 12,7 °C, avec une amplitude thermique annuelle de 15,4 °C. Le cumul annuel moyen de précipitations est de 772 mm, avec 9,5 jours de précipitations en janvier et 5,8 jours en juillet. Pour la période 1991-2020, la température moyenne annuelle observée sur la station météorologique la plus proche, située sur la commune de Saint-Ybars à 12 km à vol d'oiseau, est de 13,6 °C et le cumul annuel moyen de précipitations est de 796,5 mm,. Pour l'avenir, les paramètres climatiques de la commune estimés pour 2050 selon différents scénarios d'émission de gaz à effet de serre sont consultables sur un site dédié publié par Météo-France en novembre 2022.

### Milieux naturels et biodiversité
Aucun espace naturel présentant un intérêt patrimonial n'est recensé sur la commune dans l'inventaire national du patrimoine naturel,,.

## Urbanisme

### Typologie
Au 1er janvier 2024, Artigat est catégorisée commune rurale à habitat dispersé, selon la nouvelle grille communale de densité à 7 niveaux définie par l'Insee en 2022.
Elle est située hors unité urbaine et hors attraction des villes,.

### Occupation des sols
L'occupation des sols de la commune, telle qu'elle ressort de la base de données européenne d’occupation biophysique des sols Corine Land Cover (CLC), est marquée par l'importance des territoires agricoles (72,1 % en 2018), en diminution par rapport à 1990 (73,3 %). La répartition détaillée en 2018 est la suivante : prairies (30,8 %), forêts (27,9 %), zones agricoles hétérogènes (22,4 %), terres arables (18,9 %). L'évolution de l’occupation des sols de la commune et de ses infrastructures peut être observée sur les différentes représentations cartographiques du territoire : la carte de Cassini (XVIIIe siècle), la carte d'état-major (1820-1866) et les cartes ou photos aériennes de l'IGN pour la période actuelle (1950 à aujourd'hui).

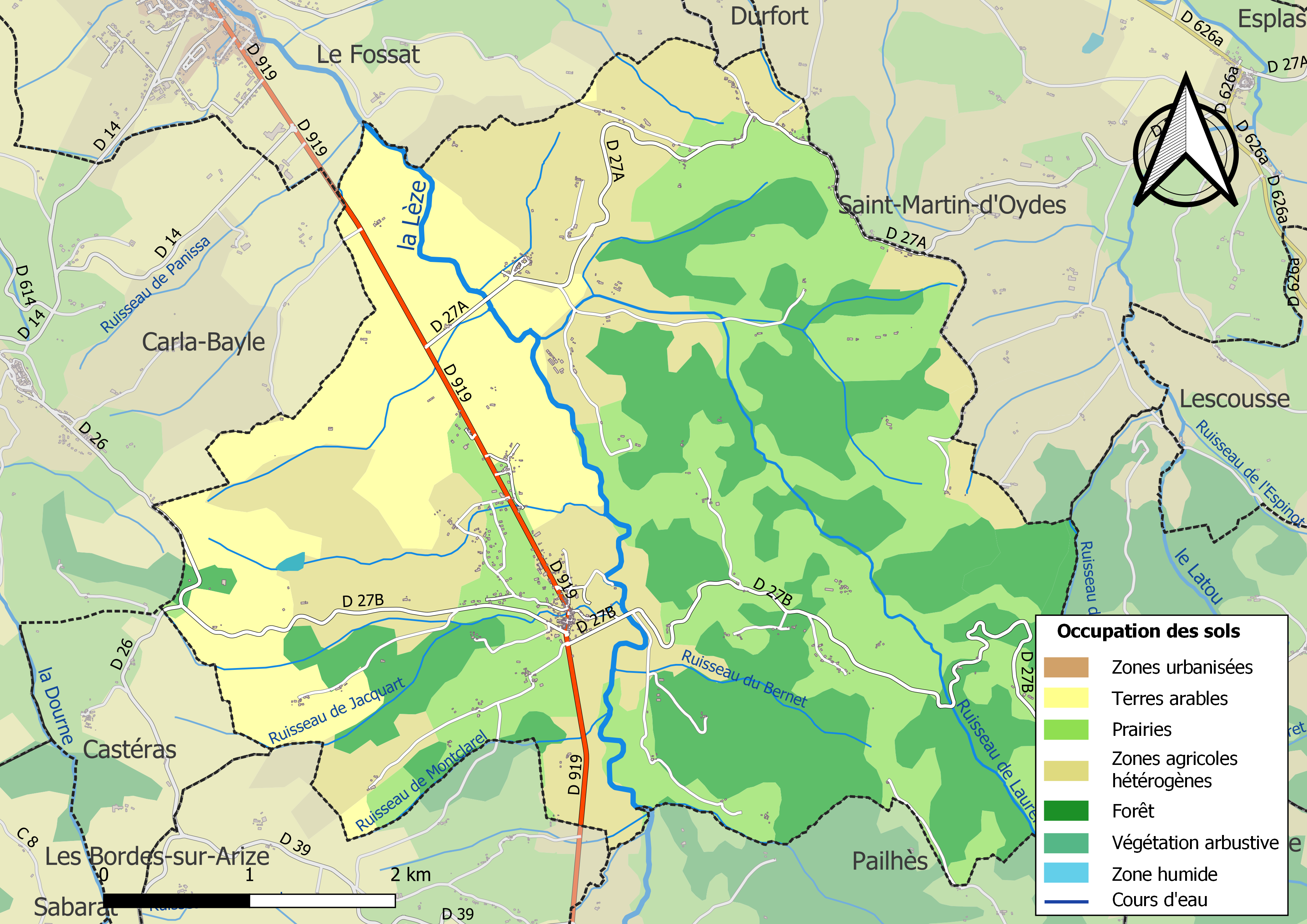
Carte des infrastructures et de l'occupation des sols de la commune en 2018 (CLC).

### Habitat et logement
En 2018, le nombre total de logements dans la commune était de 327, alors qu'il était de 326 en 2013 et de 296 en 2008.
Parmi ces logements, 77,6 % étaient des résidences principales, 16,4 % des résidences secondaires et 6 % des logements vacants. Ces logements étaient pour 94,2 % d'entre eux des maisons individuelles et pour 4,9 % des appartements.
Le tableau ci-dessous présente la typologie des logements à Artigat en 2018 en comparaison avec celle de l'Ariège et de la France entière. Une caractéristique marquante du parc de logements est ainsi une proportion de résidences secondaires et logements occasionnels (16,4 %) inférieure à celle du département (24,6 %) mais supérieure à celle de la France entière (9,7 %). Concernant le statut d'occupation de ces logements, 75,5 % des habitants de la commune sont propriétaires de leur logement (74,2 % en 2013), contre 66,3 % pour l'Ariège et 57,5 % pour la France entière.
| Typologie                                               | Artigat | Ariège | France entière |
| ------------------------------------------------------- | ------- | ------ | -------------- |
| Résidences principales (en %)                           | 77,6    | 65,7   | 82,1           |
| Résidences secondaires et logements occasionnels (en %) | 16,4    | 24,6   | 9,7            |
| Logements vacants (en %)                                | 6       | 9,7    | 8,2            |

### Risques majeurs

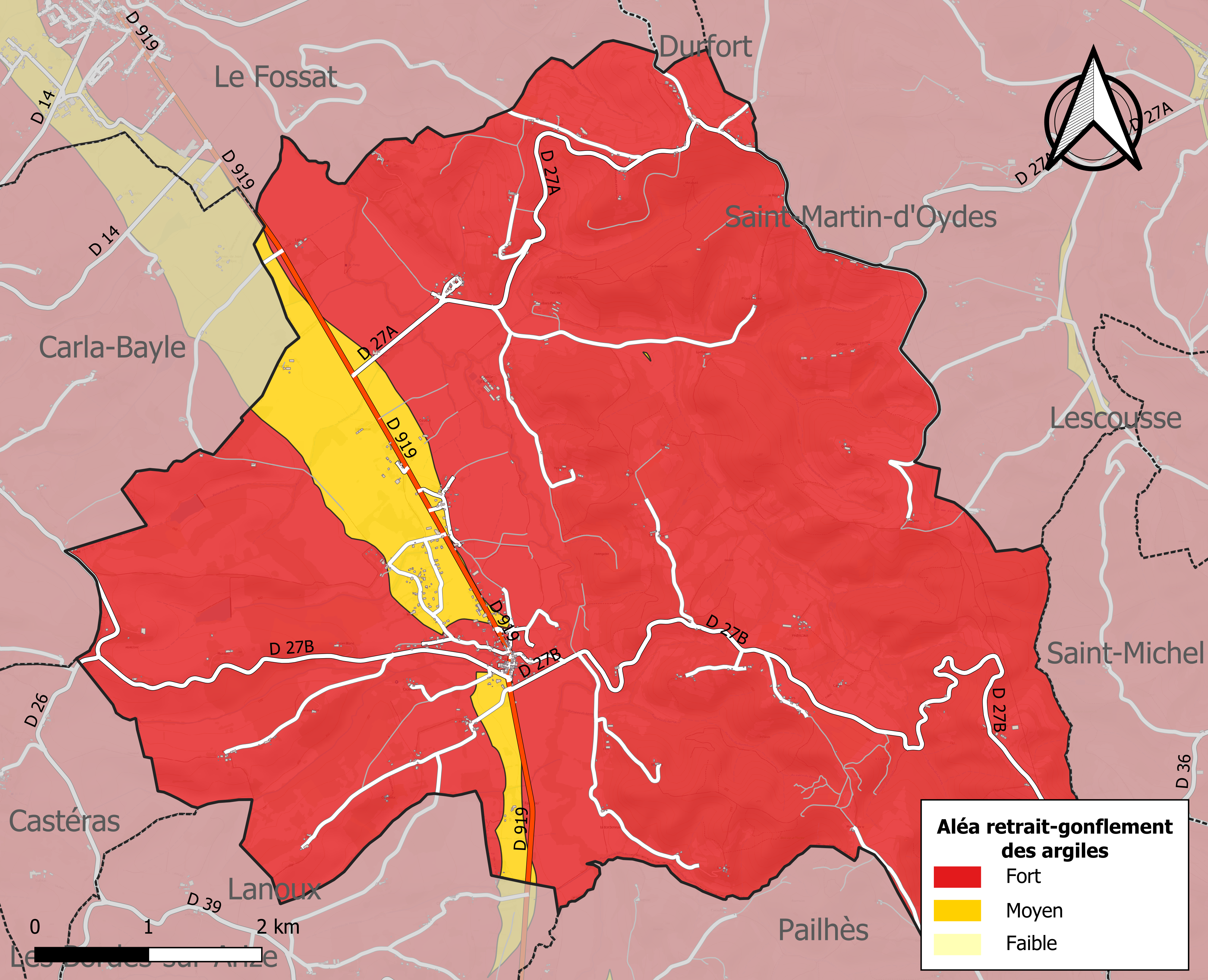
Zonage de l'aléa retrait-gonflement des argiles sur la commune d'Artigat.

Le territoire de la commune d'Artigat est vulnérable à différents aléas naturels : inondations, climatiques (grand froid ou canicule), mouvements de terrains et séisme (sismicité faible),.
Certaines parties du territoire communal sont susceptibles d’être affectées par le risque d’inondation par débordement, crue torrentielle d'un cours d'eau, la Lèze, ou ruissellement d'un versant. L’épisode de crue le plus marquant dans le département reste sans doute celui de 1875. Parmi les inondations marquantes plus récentes concernant la Lèze figurent les crues de 1977, de 1992, de 1993, de 2000 et de 2007.
Les mouvements de terrains susceptibles de se produire sur la commune sont soit des chutes de blocs, soit des glissements de terrains, soit des mouvements liés au retrait-gonflement des argiles. Près de 50 % de la superficie du département est concernée par l'aléa retrait-gonflement des argiles, dont la commune d'Artigat. L'inventaire national des cavités souterraines permet par ailleurs de localiser celles situées sur la commune.
Ces risques naturels sont pris en compte dans l'aménagement du territoire de la commune par le biais d'un plan de prévention des risques (PPR) inondation et mouvement de terrain approuvé le 19 octobre 2004et révisé le 25 avril 2019 pour le volet inondation.

## Toponymie
Le nom Artigat viendrait du terme « artica » désignant une friche ou un lieu défriché. Le nom du village, à l'époque romaine était Artigatum.

## Histoire
La célèbre affaire de Martin Guerre s'est déroulée à Artigat au XVIe siècle.
Jusqu'à la Révolution, la paroisse d'Artigat (avec Bajou) comme celles de Pailhès, Lanoux, Castéras, Gabre, Aygues-Juntes, Montaigut-du-Plantaurel (Montagut), Cazeaux, Artix, Saint-Bauzeil, Bénagues, Saint-Victor (avec Rouzaut), Madière, Saint-Michel, Lescousse, Saint-Martin-d'Oydes et Esplas formaient une enclave du Languedoc. Elles dépendaient toutes du diocèse épiscopal de Rieux et du diocèse civil de Toulouse alors que les communes voisines faisaient partie du comté de Foix. Voir carte de Cassini.
La paroisse d'Artigat était certainement la paroisse la plus importante de cette enclave languedocienne.
De 1910 à 1938, Artigat a bénéficié d'une gare de la ligne de Toulouse-Roguet à Sabarat excentrée au sud du village, près de la route.
Une inondation a eu lieu à l'automne 2006 à Artigat, à la suite de quoi des douves ont été construites dans le village.
À partir des années 2000-2010, le village est médiatisé pour avoir abrité une filière de recrutement du djihadisme.

## Politique et administration

### Découpage territorial
La commune d'Artigat est membre de la communauté de communes Arize Lèze, un établissement public de coopération intercommunale (EPCI) à fiscalité propre créé le 30 octobre 2016 dont le siège est à Le Fossat. Ce dernier est par ailleurs membre d'autres groupements intercommunaux.
Sur le plan administratif, elle est rattachée à l'arrondissement de Saint-Girons, au département de l'Ariège, en tant que circonscription administrative de l'État, et à la région Occitanie.
Sur le plan électoral, elle dépend du canton d'Arize-Lèze pour l'élection des conseillers départementaux, depuis le redécoupage cantonal de 2014 entré en vigueur en 2015, et de la deuxième circonscription de l'Ariège pour les élections législatives, depuis le redécoupage électoral de 1986.

### Administration municipale
Le nombre d'habitants au recensement de 2011 étant compris entre 500 et 1 499 habitants, le nombre de membres du conseil municipal pour l'élection de 2014 est de quinze,.

### Liste des maires
| Période                                  | Période                     | Identité                | Étiquette | Qualité  |
| ---------------------------------------- | --------------------------- | ----------------------- | --------- | -------- |
| Les données manquantes sont à compléter. |                             |                         |           |          |
| mars 2001                                | 2014                        | Patrick Cauhape         | SE        |          |
| 2014                                     | En cours (au 30 avril 2014) | François Vanderstraeten | SE-DVG    | Retraité |

## Population et société

### Démographie
L'évolution du nombre d'habitants est connue à travers les recensements de la population effectués dans la commune depuis 1793. Pour les communes de moins de 10 000 habitants, une enquête de recensement portant sur toute la population est réalisée tous les cinq ans, les populations de référence des années intermédiaires étant quant à elles estimées par interpolation ou extrapolation. Pour la commune, le premier recensement exhaustif entrant dans le cadre du nouveau dispositif a été réalisé en 2004.

En 2022, la commune comptait 555 habitants, en évolution de −2,29 % par rapport à 2016 (Ariège : +1,48 %, France hors Mayotte : +2,11 %).
| 1793 | 1800 | 1806 | 1821  | 1831  | 1836  | 1841  | 1846  | 1851  |
| ---- | ---- | ---- | ----- | ----- | ----- | ----- | ----- | ----- |
| 932  | 909  | 980  | 1 027 | 1 204 | 1 218 | 1 218 | 1 248 | 1 239 |

| 1856  | 1861  | 1866  | 1872  | 1876  | 1881  | 1886  | 1891  | 1896  |
| ----- | ----- | ----- | ----- | ----- | ----- | ----- | ----- | ----- |
| 1 258 | 1 300 | 1 277 | 1 281 | 1 227 | 1 112 | 1 023 | 1 055 | 1 006 |

| 1901 | 1906 | 1911 | 1921 | 1926 | 1931 | 1936 | 1946 | 1954 |
| ---- | ---- | ---- | ---- | ---- | ---- | ---- | ---- | ---- |
| 962  | 930  | 904  | 813  | 822  | 792  | 701  | 665  | 626  |

| 1962 | 1968 | 1975 | 1982 | 1990 | 1999 | 2004 | 2006 | 2009 |
| ---- | ---- | ---- | ---- | ---- | ---- | ---- | ---- | ---- |
| 518  | 470  | 460  | 367  | 416  | 516  | 524  | 514  | 557  |

| 2014 | 2019 | 2022 | - | - | - | - | - | - |
| ---- | ---- | ---- | - | - | - | - | - | - |
| 569  | 562  | 555  | - | - | - | - | - | - |

| selon la population municipale des années : | 1968 | 1975 | 1982 | 1990 | 1999 | 2006 | 2009 | 2013 |
| Rang de la commune dans le département      | 179  | 202  | 202  | 183  | 173  | 158  | 162  | 177  |
| Nombre de communes du département           | 340  | 328  | 330  | 332  | 332  | 332  | 332  | 332  |

### Enseignement
Artigat fait partie de l'académie de Toulouse.
Les élèves commencent leur scolarité à l'école maternelle et élémentaire communale, qui accueille 48 écoliers.

### Activités sportives
Chasse, pétanque, randonnée pédestre,

## Économie

### Revenus
En 2018, la commune compte 238 ménages fiscaux, regroupant 521 personnes. La médiane du revenu disponible par unité de consommation est de 20 120 € (19 820 € dans le département).

### Emploi
| Division       | 2008  | 2013   | 2018   |
| -------------- | ----- | ------ | ------ |
| Commune        | 11 %  | 12,9 % | 10,8 % |
| Département    | 8,9 % | 11,1 % | 11,2 % |
| France entière | 8,3 % | 10 %   | 10 %   |

En 2018, la population âgée de 15 à 64 ans s'élève à 334 personnes, parmi lesquelles on compte 67 % d'actifs (56,2 % ayant un emploi et 10,8 % de chômeurs) et 33 % d'inactifs,. En 2018, le taux de chômage communal (au sens du recensement) des 15-64 ans est inférieur à celui du département, mais supérieur à celui de la France, alors qu'en 2008 il était supérieur à celui du département.
La commune est hors attraction des villes,. Elle compte 89 emplois en 2018, contre 93 en 2013 et 104 en 2008. Le nombre d'actifs ayant un emploi résidant dans la commune est de 194, soit un indicateur de concentration d'emploi de 46 % et un taux d'activité parmi les 15 ans ou plus de 49,6 %.
Sur ces 194 actifs de 15 ans ou plus ayant un emploi, 54 travaillent dans la commune, soit 28 % des habitants. Pour se rendre au travail, 82 % des habitants utilisent un véhicule personnel ou de fonction à quatre roues, 3,1 % les transports en commun, 6,6 % s'y rendent en deux-roues, à vélo ou à pied et 8,2 % n'ont pas besoin de transport (travail au domicile).

### Activités hors agriculture
40 établissements sont implantés à Artigat au 31 décembre 2019. Le tableau ci-dessous en détaille le nombre par secteur d'activité et compare les ratios avec ceux du département,.
| Secteur d'activité                                                                                        | Commune | Commune | Département |
| Secteur d'activité                                                                                        | Nombre  | %       | %           |
| --- | ------- | ------- | ----------- |
| Ensemble                                                                                                  | 40      |         |             |
| Industrie manufacturière, industries extractives et autres                                                | 4       | 10 %    | (12,9 %)    |
| Construction                                                                                              | 7       | 17,5 %  | (14,2 %)    |
| Commerce de gros et de détail, transports, hébergement et restauration                                    | 18      | 45 %    | (27,5 %)    |
| Activités immobilières                                                                                    | 1       | 2,5 %   | (4,2 %)     |
| Activités spécialisées, scientifiques et techniques et activités de services administratifs et de soutien | 5       | 12,5 %  | (13,2 %)    |
| Administration publique, enseignement, santé humaine et action sociale                                    | 1       | 2,5 %   | (14,4 %)    |
| Autres activités de services                                                                              | 4       | 10 %    | (8,8 %)     |

Le secteur du commerce de gros et de détail, des transports, de l'hébergement et de la restauration est prépondérant sur la commune puisqu'il représente 45 % du nombre total d'établissements de la commune (18 sur les 40 entreprises implantées à Artigat), contre 27,5 % au niveau départemental.

### Agriculture
La commune fait partie de la petite région agricole dénommée « Coteaux de l'Ariège ». En 2010, l'orientation technico-économique de l'agriculture sur la commune est la polyculture et le polyélevage.
|                                   | 1988  | 2000 | 2010 |
| --------------------------------- | ----- | ---- | ---- |
| Exploitations                     | 49    | 26   | 29   |
| Superficie agricole utilisée (ha) | 1 452 | 918  | 1002 |

Le nombre d'exploitations agricoles en activité et ayant leur siège dans la commune est passé de 49 lors du recensement agricole de 1988 à 26 en 2000 puis à 29 en 2010, soit une baisse de 41 % en 22 ans. Le même mouvement est observé à l'échelle du département qui a perdu pendant cette période 48 % de ses exploitations. La surface agricole utilisée sur la commune a également diminué, passant de 1 452 ha en 1988 à 1 002 ha en 2010. Parallèlement la surface agricole utilisée moyenne par exploitation a augmenté, passant de 30 à 35 ha.

## Culture locale et patrimoine

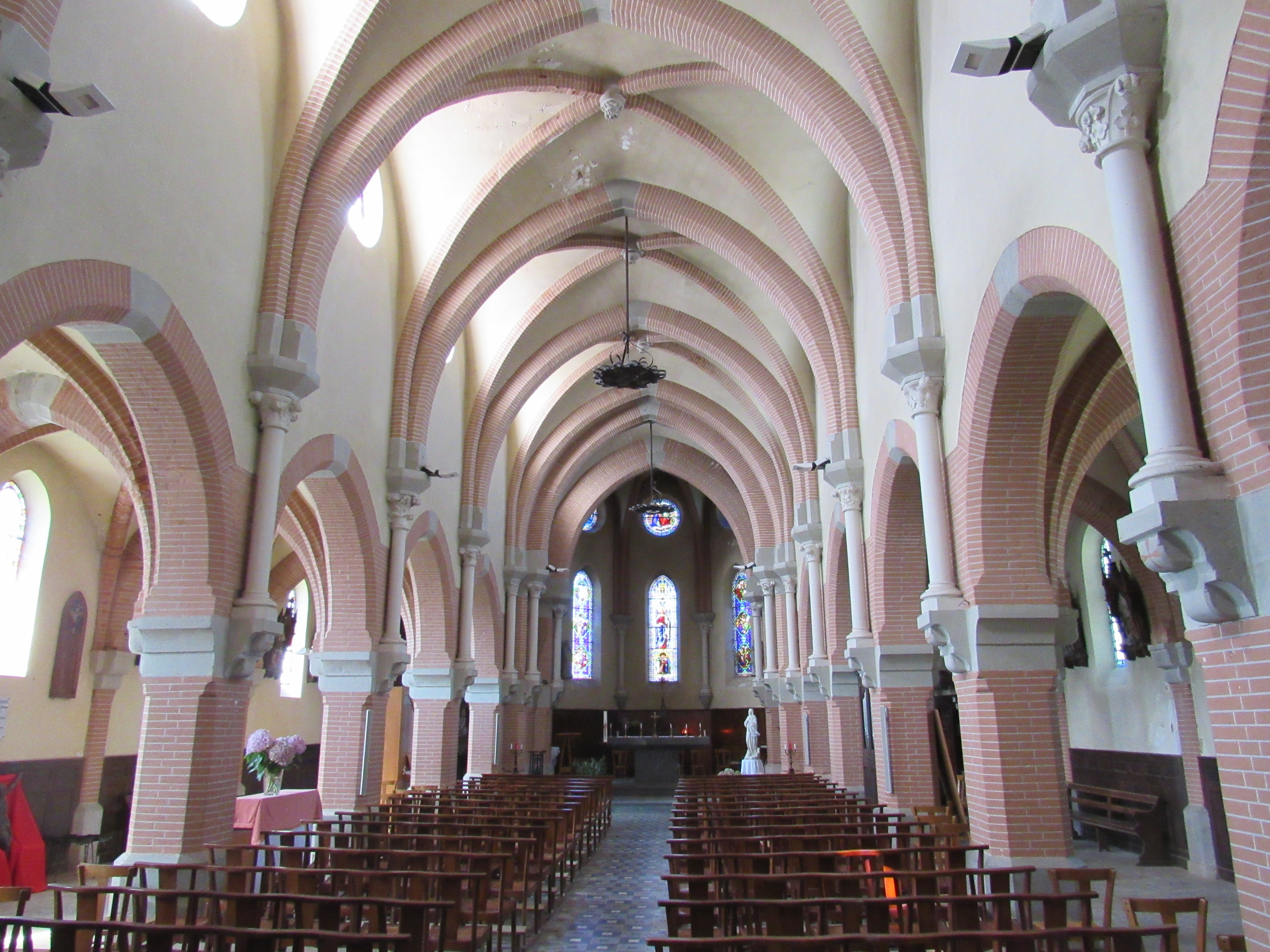
L'intérieur de église Notre-Dame-de-l'Assomption

### Lieux et monuments
- Église Notre-Dame-de-l'Assomption, édifiée en brique toulousaine selon un style néogothique avec un grand clocher carré doté d'un étage de baies gémellées. Il contient 4 cloches. Un tableau réalisé en 1938 par Jean Ningres (1878-1964) est présent[58].
- Église de la Nativité-de-la-Vierge-Marie de Bajou, dédiée à la Nativité de Marie.

### Personnalités liées à la commune
- Martin Guerre (affaire célèbre du XVIe siècle qui a eu lieu à Artigat).
- Jean Cot (1868-1920), militaire né sur la commune, commandeur de la Légion d'honneur.
- Claude Bergeaud (1960-), entraîneur de basket-ball français, y est né.
- Olivier Corel, imam salafiste.